# 韋德·博格斯
韋德·安東尼·博格斯（英語：Wade Anthony Boggs，1958年6月15日—），為美國職棒大聯盟的三壘手。職棒生涯曾效力過紅襪、洋基與魔鬼魚等隊。生涯打擊率3成28排在大聯盟史上第33名，而他也是3000安打俱樂部的一員。他於2005年入選名人堂。
另外博格斯生涯連續12年入選明星賽為三壘手史上第三長的紀錄，僅次於布魯克斯·羅賓森和喬治·布列特。1997年，The Sporting News將其評選為棒球百大傑出球星第95名。

## 職業生涯

### 波士頓紅襪
1983年，才登上大聯盟第二年的博格斯就成功拿下聯盟打擊王，那年他的打擊率為3成25。1985年至1989年，博格斯曾連續7季敲出單季200安，一度為美聯紀錄保持人（後被鈴木一朗超越）。儘管1988年後就再也沒有拿下打擊王寶座，博格斯仍以穩定性高持續成為大聯盟的強打者。
1985年，博格斯締造單季72次單場至少敲出雙安打的隊史紀錄。隔年他帶領球隊打進世界大賽，不過最後球隊卻意外輸給大都會。那年他在紅襪主場的單季打擊率高達3成69，至今仍未被其他球員打破。
1987年，博格斯敲出了生涯新高的24轟與89分打點。其他球季他甚至連單季12轟都不到。

### 紐約洋基
1992年，博格斯只繳出了2成59的打擊率，而他最後在球季結束後離開紅襪。他在離開球隊後受到道奇與洋基兩隊的延攬。後來洋基因為提出了道奇無法給予的三年合約，因此成功得到博格斯。之後他在洋基隊又入選3次明星賽，並獲得2次金手套獎。
1996年，他成功幫助洋基隊拿下睽違18年的世界大賽。這也是博格斯生涯唯一一冠。他在世界大賽還成功在滿壘時獲得保送，這個保送也因此成功讓洋基隊贏球。

### 坦帕灣魔鬼魚
1998年，博格斯加入新成立的魔鬼魚。他也成為魔鬼魚隊史首位敲出全壘打的球員。1999年8月7日，他成功敲出全壘打達成生涯3000安成就。1999年8月底，他因為膝蓋傷勢日益嚴重而選擇退休。最終他留下3成28的打擊率，敲出3010支安打的優異成績。當時已經40歲的博格斯依舊加入魔鬼魚，他也因此寫下了隊史紀錄—魔鬼魚時期隊史最老的球員。

## 榮耀

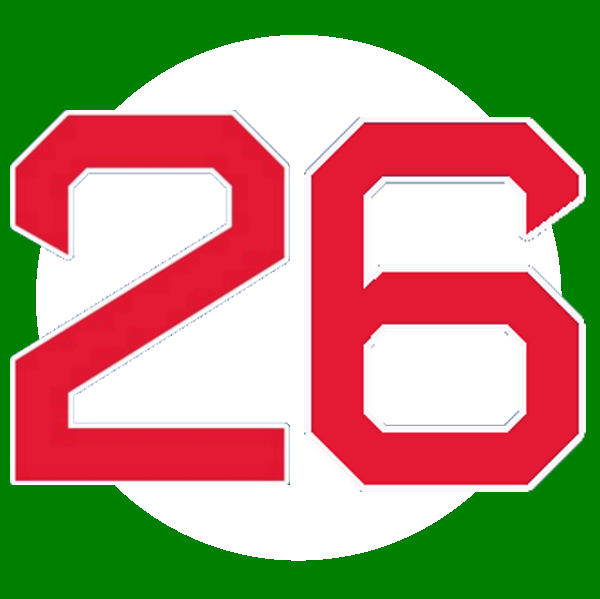
2016年，紅襪隊將博格斯的26號球衣退休。

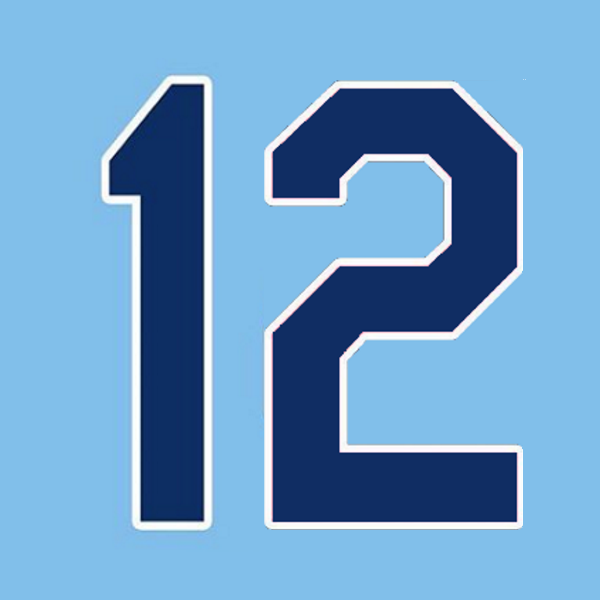
2000年，魔鬼魚隊將博格斯的12號球衣退休。

博格斯生涯超過3000支安打，但是全壘打僅118支。他也成為二戰後大聯盟唯三位全壘打數不超過160支的3000安打俱樂部成員。

2000年，魔鬼魚隊退休了博格斯的12號球衣。2004年，他成功入選紅襪隊名人堂，並在2016年獲得紅襪隊退休26號球衣。

## 生涯打擊成績
| 出賽次數 | 打席  | 打數 | 得分 | 安打 | 二安 | 三安 | 全壘打 | 打點 | 盜壘 | 保送 | 三振 | 打擊率 | 上壘率 | 長打率 | 守備率 |
| -------- | ----- | ---- | ---- | ---- | ---- | ---- | ------ | ---- | ---- | ---- | ---- | ------ | ------ | ------ | ------ |
| 2439     | 10740 | 9180 | 1513 | 3010 | 578  | 61   | 118    | 1014 | 24   | 1412 | 745  | .328   | .415   | .443   | .965   |

## 外部連結
- 球員資訊和成績在MLB，ESPN，Baseball-Reference，Fangraphs（英文）
- 韋德·博格斯在台灣棒球維基館上的頁面（繁體中文）